# Günter Weimann
Günter Weimann (* 11. März 1939) war Fußballspieler in Magdeburg und Eisenhüttenstadt. Für den SC Aufbau/1. FC. Magdeburg spielte Weimann in der höchsten DDR-Fußballklasse, der Oberliga.

## Fußball-Laufbahn

### Magdeburg
Günter Weimann wurde in der Sommerpause der Fußballsaison 1958 von der in der zweitklassige DDR-Liga spielenden SG Dynamo Eisleben zum Ligakonkurrenten SC Aufbau Magdeburg geholt. Verantwortlich dafür war der Magdeburger Trainer Fritz Wittenbecher, der den SC Aufbau nach dem 8. Saisonspieltag übernommen hatte und die Sommerpause nutzte, um seine Mannschaft zu verjüngen. Weimann wurde sofort in der zweiten Hälfte der Saison eingesetzt und entwickelte sich als Stürmer schnell zu einem Leistungsträger der Mannschaft. Bereits ein Jahr später stieg der SC Aufbau in die DDR-Oberliga auf, sodass Weimann ab 1960 zu seinen ersten Oberligaeinsätzen kam. In den ersten beiden Spielzeiten war er unangefochten Stammspieler mit 56 von 65 möglichen Punktspielen. Außerdem wurde er 1960 in drei B-Länderspielen und 1961 dreimal in Länderspielen der DDR-Nachwuchsnationalmannschaft eingesetzt. Im Sommer 1962 scheiterte Weimann mit einem Fluchtversuch in die Bundesrepublik, wurde kurz inhaftiert und vom SC Aufbau für ein halbes Jahr gesperrt. Ab Januar 1963 kam er in 12 der restlichen 13 Punktspiele wieder zum Einsatz. Zu Beginn der Saison 1963/64 wurde er bis zum 1. September in allen vier Punktspielen der Oberliga eingesetzt und absolvierte am 4. September sein viertes Nachwuchs-Länderspiel.
Anschließend verschwand Weimann erneut aus dem Oberligaaufgebot des SC Aufbau und wurde erst wieder am 15. November 1964 in der Oberliga eingesetzt. In der Saison 1964/65 bestritt er noch 13 Punktspiele. In der nächsten Spielzeit kam Weimann überhaupt nicht in der Oberliga zum Einsatz, und am Saisonende stieg die Mannschaft, die inzwischen als 1. FC Magdeburg aus dem SC Aufbau ausgegliedert worden war, in die DDR-Liga ab. So war die Begegnung Chemie Leipzig – SC Aufbau (0:0) am 21. März 1965 Weimanns letztes Spiel in der DDR-Oberliga gewesen. Ursache ist ein zweiter vergeblicher Fluchtversuch, nach dem Weimann erneut in Haft genommen wurde. Zudem wurde er Anfang 1967 für alle Oberliga- und internationale Spiele gesperrt, weil er und einige andere Spieler sich auf unerlaubte finanzielle Absprachen mit dem Zweitligisten Stahl Eisenhüttenstadt eingelassen hatten. Insgesamt bestritt Weimann für den Magdeburger Klub 85 Oberligapunktspiele und erzielte dabei 16 Tore.

### Eisenhüttenstadt
Trotz der Sanktionen wechselte Weimann im Sommer 1967 nach Eisenhüttenstadt. In der Saison 1968/69 war er mit 20 Punktspielen und acht Toren am Aufstieg der Stahlmannschaft in die Oberliga beteiligt, konnte anschließend aber dort wegen seiner Sperre nicht eingesetzt werden und musste mit der 2. Mannschaft weiter in der zweitklassigen DDR-Liga spielen. Als Eisenhüttenstadt zur Saison 1970/71 auf Grund erneuter finanzieller Manipulationen in die drittklassige Bezirksliga versetzt wurde, kam Weimann wieder in der 1. Mannschaft zum Einsatz. Noch am 4. September 1977 wirkte er 38-jährig in der DDR-Liga-Begegnung Traktor Groß-Lindow – Stahl Eisenhüttenstadt mit.
Auch nach Abschluss seiner Laufbahn als aktiver Fußballer blieb Weimann bei Stahl Eisenhüttenstadt (1990 in Eisenhüttenstädter FC Stahl umbenannt) und engagierte sich im Nachwuchsbereich. Daneben spielte er weiter im Altherrenteam, mit dem er als Spielertrainer noch 2008 Kreismeister wurde. Der Fußballkreisverband Oder/Neiße führte Weimann 2009 als Kreistrainer.